# 1603
Реформація •  Епоха великих географічних відкриттів •  Ганза •  Нідерландська революція •  Річ Посполита •  Запорозька Січ

## Геополітична ситуація
Османську імперію очолює Ахмед I (до 1617). Під владою османського султана перебувають Близький Схід та Єгипет, Середземноморське узбережжя Північної Африки, частина Закавказзя, значні території в Європі: Греція, Болгарія та Сербія. Васалами османів є Волощина, Молдова й Трансильванія й Кримське ханство.
Священна Римська імперія — наймогутніша держава Європи. Її територія охоплює, крім німецьких земель, Угорщину з Хорватією, Богемію, Північну Італію. Її імператором є Рудольф II з родини Габсбургів (до 1612).
Габсбург Філіп III Благочестивий є королем Іспанії (до 1621) та Португалії. Йому належать Іспанські Нідерланди, південь Італії, Нова Іспанія та Нова Кастилія в Америці, Філіппіни. Португалія, попри правління іспанського короля, залишається незалежною. Вона має володіння в Бразилії, в Африці, в Індії, на Цейлоні, в Індійському океані й Індонезії.
Північ Нідерландів займає Республіка Об'єднаних провінцій. Король Франції — Генріх Наваррський. Королем Англії є Яків I Стюарт (до 1625). Король Данії та Норвегії — Кристіан IV Данський (до 1648). Регент Швеції — Карл IX Ваза (до 1604). На Апеннінському півострові незалежні Венеційська республіка та Папська область.
Королем Речі Посполитої, якій належать українські землі, є Сигізмунд III Ваза (до 1632). На півдні України існує Запорозька Січ.
У Московії править Борис Годунов (до 1605). Існують Кримське ханство, Ногайська орда.
Шахом Ірану є сефевід Аббас I Великий (до 1629).
Значними державами Індостану є Імперія Великих Моголів, Біджапурський султанат, султанат Голконда, Віджаянагара. У Китаї править династія Мін. У Японії почався період Едо.

## Події

### В Україні
- Гетьманом Війська Запорозького був Іван Куцкович.

### У світі

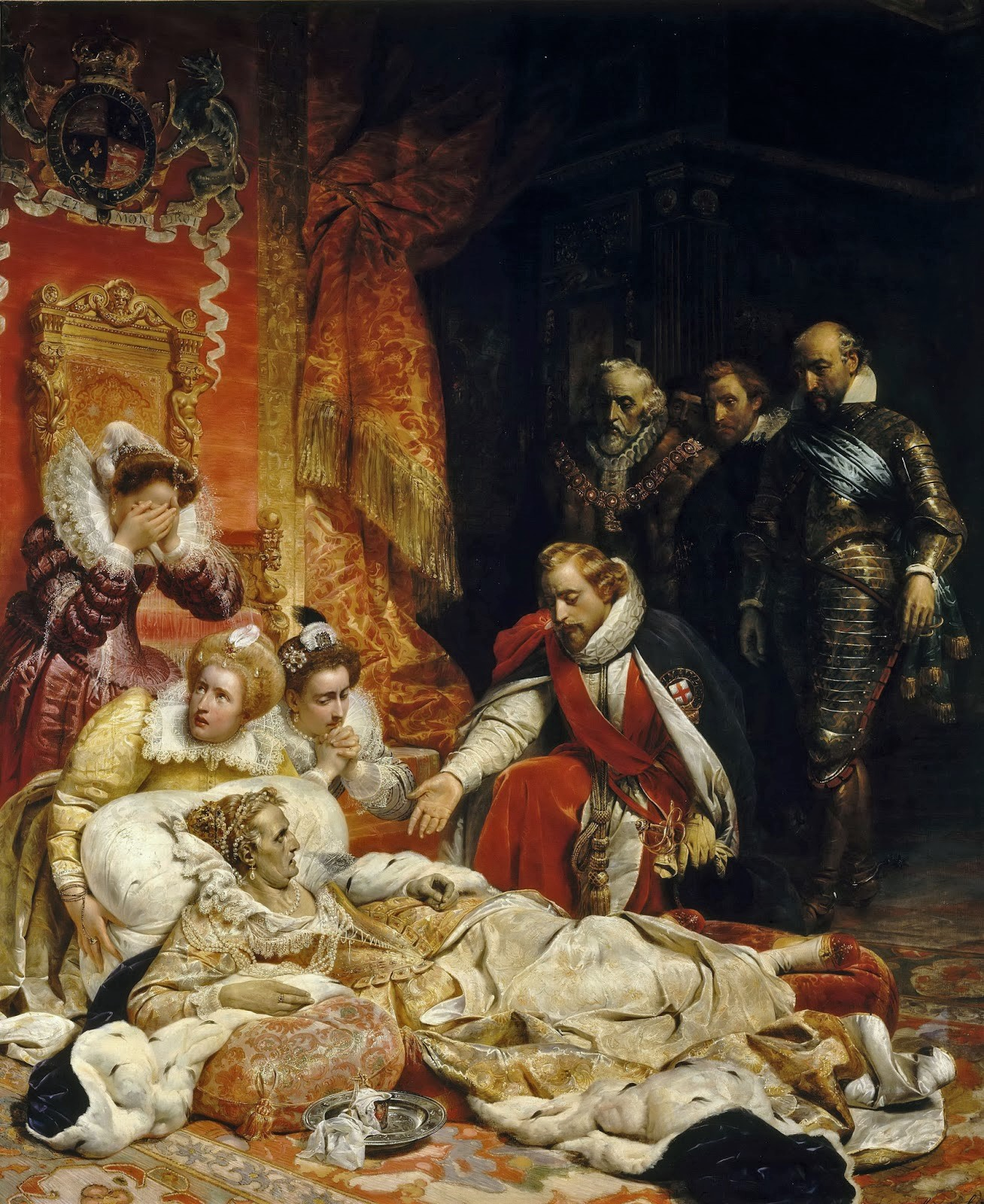
Смерть Єлизавети I, полотно Поля Делароша (1797—1859)

- У Московщині триває Великий голод.
- Османським султаном став Ахмед I.
- Після смерті Єлизавети I на англійський престол зійшов шотландський король Яків I.
- Почалася Голландсько-португальська війна.
- Нідерландські Об'єднані провінції здобули перемогу над іспанцями в морській битві при Сльойсі.
- Між Іспанією та Францією почалася «війна тарифів» — різке підвищення митних зборів.
- Французький мореплавець Самюель де Шамплен здійснив подорож у Канаду.
- Перський шах Аббас I Великий відбив у османів Тебріз.
- Імператором Ефіопії став За Денгел.
- На Філіппінах спалахнуло повстання, внаслідок якого загинуло близько 20 тис. китайців.
- 24 березня Токуґава Іеясу став сьоґуном Японії.

## Наука
- Йоган Байєр опублікував астрономічний атлас «Уранометрію».
- В Італії засновано Академію деї Лінчеї.

## Померли
- 13 лютого — У Парижі у віці 63 років помер французький математик Франсуа Вієт
- 24 березня — На 70-му році життя померла Єлизавета I, королева Англії (1558—1603), дочка Генріха VIII і Анни Болейн, остання з династії Тюдорів